# Fivelandia 18
Fivelandia 18 è un album raccolta di sigle di programmi per bambini in onda sulle reti Mediaset, pubblicato nel 2000.

## Tracce
1. Pokémon: oltre i cieli dell'avventura (Alessandra Valeri Manera/Max Longhi, Giorgio Vanni) 3:04
2. Temi d'amore fra i banchi di scuola (A. Valeri Manera/Gianfranco Fasano) 4:08
3. Maledetti scarafaggi (A. Valeri Manera/M. Longhi, G. Vanni) 2:06
4. Fantaghirò (A. Valeri Manera/G. Fasano) 3:51
5. I figli dei Flintstones (A. Valeri Manera, G. Fasano/G. Fasano, Gianfranco Grottoli, Andrea Vaschetti) 4:07
6. Rossana (A. Valeri Manera/G. Fasano) 4:37
7. Pepin, un piccolo eroe per una grande leggenda (A. Valeri Manera/G. Fasano) 4:43
8. Un mostro tutto da ridere (A. Valeri Manera/G. Fasano) 3:47
9. Una foresta incantata per Katia e Carletto (A. Valeri Manera/Silvio Amato) 3:23
10. What's my destiny Dragon Ball (A. Valeri Manera/M. Longhi, G. Vanni) 2:47
11. Stilly e lo specchio magico (A. Valeri Manera/G. Fasano) 4:23
12. Diabolik (A. Valeri Manera/M. Longhi, G. Vanni) 3:29
13. Tiritere e ghirigori per due topi in mezzo ai fiori (A. Valeri Manera/M. Longhi, G. Vanni) 3:07
14. Ai confini dell'universo (A. Valeri Manera/M. Longhi, G. Vanni) 3:27
15. Picchiarello (A. Valeri Manera/M. Longhi, G. Vanni) 2:58
16. Pocahontas (A. Valeri Manera/G. Fasano) 5:14
17. Il mistero della pietra azzurra (A. Valeri Manera/Carmelo Carucci) 3:27
18. Si salvi chi può! Arriva Dennis (A. Valeri Manera/Vincenzo Draghi) 3:45

## Interpreti
- Cristina D'Avena (n. 2-4-8-9-11-13-14-15-16-17-18)
- Cristina D'Avena e Franco Fasano (n. 7)
- Cristina D'Avena e Giorgio Vanni (n. 6)
- Giorgio Vanni (n. 1-10-12)
- Giorgio Vanni con la partecipazione di Pietro Ubaldi (n. 3)
- Deborah Morese e Gli Smemo (n. 5)
- I Piccoli Cantori Di Milano diretti da Laura Marcora, Susanna Dubaz, Marco Gallo, Patrizia Sangalli, Roberto Oreti, Silvio Pozzoli, Stefania Camera, Patrizia Saitta, Simona Scuto, Luana Heredia, Lalla Francia, Lola Feghaly, Federico Bianchi